# Loket (železniční zastávka)
Loket je železniční zastávka a nákladiště (někdejší železniční stanice) v severní části města Loket v okrese Sokolov v Karlovarském kraji ležící nedaleko řeky Ohře. Leží na neelektrizované jednokolejné trati Nové Sedlo u Lokte – Krásný Jez. Ve městě se dále nachází železniční zastávka Loket předměstí.  

## Historie
19. září 1870 byla zbudována staniční budova v Novém Sedle u Lokte (pod tehdejším názvem Loket) v rámci budování trati z Chomutova do Chebu podél řeky Ohře, čímž došlo k napojení dalších hnědouhelných důlních oblastí, včetně těch v sokolovské pánvi. Výstavbu a provoz trati financovala a provozovala soukromá společnost Buštěhradská dráha.
Stanice na území města byla otevřena roku 1877 společností Místní dráha Loket – Nové Sedlo, roku 1883 trať převzala Rakouská společnost místních drah (ÖLEG), která byla roku 1894 zestátněna. 7. prosince 1901 vybudovala společnost Eisenbahn Schönwehr-Elbogen, česky Místní dráha Schönwehr-Loket (Schönwehr je německý název dnešního Krásného Jezu prodloužení trati do Krásného Jezu, kudy bylo možné od roku 1898 pokračovat v severním směru na Karlovy Vary či v jižním na Mariánské Lázně. Místní dráha Schönwehr–Loket byla zestátněna až roku 1925. Mezi lety 2017 až 2018 proběhla rekonstrukce budovy.

## Popis
Nachází se zde dvě jednostranná nekrytá nástupiště, k příchodu na nástupiště slouží přechody přes koleje.